# Magnus Stifter
Magnus Stifter, gebürtig Magnus Josef Stift, auch Magnus Josef Stift-Berénÿi, (* 23. Jänner 1878 in Wien; † 8. September 1943 ebenda) war ein österreichischer Schauspieler und Filmregisseur.

## Leben
Magnus Stifter besuchte die Handelsakademie und erhielt seine Ausbildung zum Schauspieler bei Otto. 1899 gab er sein Debüt in Innsbruck, 1901 spielte er in Salzburg, 1903 in Linz und von 1905 bis 1908 in Berlin. In der Spielzeit 1908/09 agierte er am Deutschen Theater in New York.
1909 erhielt er ein Engagement am Schauspielhaus Dresden und zugleich den Titel „Hofschauspieler“. Zu seinem Repertoire hier gehörten Egmont, Mercutio und Fiesco.
Zu Beginn des Ersten Weltkrieges war Stifter Oberleutnant der Artillerie, doch um diese Zeit begann seine Karriere als gefragter Stummfilmschauspieler. Bei zwei Filmen mit Asta Nielsen führte er 1916 zudem Regie.
Nachdem er zunächst tragende Rollen erhalten hatte, verminderten sich in den 20er Jahren seine Filmaufgaben, und Stifter wandte sich wieder stärker dem Theater zu. Ab 1929 arbeitete er am Theater der Jugend und ab 1934 am Theater des Volkes. Am Bühnenschiedsgericht und Arbeitsgericht fungierte er unter anderem als Obmann, Schriftführer und Beisitzer. Sein Sohn Magnus Stifter (1906–1940) wurde ebenfalls Schauspieler.

## Filmografie (Auswahl)
- 1914: Weiße Rosen
- 1914: Der Schienenweg unterm Ozean
- 1915: Das erste Weib
- 1916: Die Rose der Wildnis
- 1916: Dora Brandes (nur Regie)
- 1916: Seltsame Köpfe
- 1916: Diebe – und Liebe
- 1916: Das Liebes-ABC (auch Regie)
- 1917: Die Richterin
- 1917: Strandgut oder Die Rache des Meeres
- 1917: Die toten Augen
- 1917: Wenn das Herz in Haß erglüht
- 1918: Carmen
- 1918: Inge
- 1918: Die Liebe des van Royk
- 1918: Das verwunschene Schloß
- 1918: Seelen in Ketten
- 1918: Veritas vincit
- 1919: Staatsanwalt Jordan
- 1919: Die Insel der Glücklichen
- 1919: Das Recht der freien Liebe
- 1919: Der Mädchenhirt
- 1919: Kreuziget sie!
- 1919: Vendetta
- 1919: Prinz Kuckuck
- 1919: Madame Dubarry
- 1920: Gräfin Walewska
- 1920: Der Januskopf
- 1921: Die Verschwörung zu Genua
- 1921: Der Stier von Olivera
- 1921: Aschermittwoch
- 1921: Die Abenteurerin von Monte Carlo
- 1922: Othello
- 1922: Der brennende Acker
- 1922: Der Graf von Essex
- 1923: Der Mann mit der eisernen Maske
- 1924: Zalamort
- 1924: Der Mönch von Santarem
- 1924: Orient
- 1925: Wallenstein
- 1927: Der Sprung ins Glück
- 1928: Luther – Ein Film der deutschen Reformation
- 1928: Quartier Latin
- 1929: Verirrte Jugend
- 1929: Napoleon auf St. Helena
- 1929: Rosen blühen auf dem Heidegrab
- 1931: Elisabeth von Österreich
- 1932: Rasputin, Dämon der Frauen
- 1932: Die elf Schill’schen Offiziere
- 1939: Maria Ilona
- 1941: Friedemann Bach